# Juan Ortiz de Zárate
Juan Ortiz de Zárate (Orduña, 1521 circa – Asunción, 1575) è stato un esploratore e conquistador spagnolo.

## Biografia
Viaggiò nelle Americhe ancora adolescente, dove prese parte alla conquista del Perù sotto il comando di Diego de Almagro.
Alla rimozione di Francisco Ortiz de Vergara dal suo incarico, fu la prima scelta del conquistador come sostituto, ma la Audiencia Reale di Charcas gli chiese di tornare in Spagna per essere confermato dal Consiglio delle Indie, e Felipe de Cáceres avrebbe governato nel frattempo.
Tornò in Spagna dove fu nominato terzo adelantado del Governatorato del Río de la Plata, con l'obbiettivo di esplorare popolazione e terre, fondare città, e introdurre bestiame e cavalli. La sua spedizione partì dal porto di San Lúcar de Barrameda nell'ottobre del 1572, raggiungendo la foce del Plata solo un anno dopo, e sbarcando sul luogo dell'attuale Colonia del Sacramento.
Zárate tentò di sottomettere i Charrúa che avevano distrutto numerosi insediamenti precedenti nell'odierno Uruguay, ma fu attaccato e obbligato a cercare rifugio sull'isola di Martín García. Juan de Garay, che aveva appena fondato la città di Santa Fe, fu inviato a salvarlo, e insieme riuscirono a sconfiggere i Charrúas. Ortiz de Zárate fu obbligato a lasciare una guardia permanente all'insediamento, mentre proseguì la marcia verso Asunción per assumere l'incarico di governatore.
Rimase governatore fino alla morte giunta nel 1575. Scelse nel proprio testamento di lasciare l'incarico alla figlia Juana, anche se in realtà il titolo fu preso dal marito Juan Torres de Vera y Aragón.